# 태풍 고이누
태풍 고이누(KOINU)는 2023년에 북서태평양에서 발생한 제14호 태풍이다. 고이누는 일본에서 제출한 이름으로 강아지 그리고 별자리 중 작은개자리를 의미한다.

## 개요
2023년 제14호 태풍 고이누는 9월 30일 3시에 중심기압 1000hPa, 최대풍속 18m/s, 강풍 반경 330km(남서쪽 반경)의 열대폭풍으로 필리핀 마닐라 동쪽 약 1,220km 부근 해상에서 발생하였다.(일본 기상청 태풍정보 속보치 기준) 발생 이후 북서~서북서진하며 발달하였고, 10월 4일 15시에 대만 타이베이 남남동쪽 약 350km 부근 해상에서 중심기압 940hPa, 최대풍속 46m/s의 '매우 강한' 태풍으로 최성기를 맞이하였다. 그리고 10월 5일 0시에 최성기 세력으로 대만의 란위 섬을 통과한 뒤, 10월 5일 9시에 중심기압 960hPa, 최대풍속 41m/s의 세력으로 대만 핑둥현 만저우향(滿州鄉)에 상륙하였다. 대만 관통 이후 서~서남서진하면서 남중국해에 진출한 뒤 해양 환경이 좋아져서 급발달하였고, 10월 7일 3시에 중국 홍콩 동남동쪽 약 210km 부근 해상(남중국해)에서 중심기압 955hPa, 최대풍속 44m/s의 '매우 강한' 태풍으로 다시 발달하였다. 남중국해에서 다시 발달한 뒤에는 거의 정체 및 서북서진하면서 해수 뒤섞임 현상과 한기 남하로 인해 급약화되었고, 10월 9일 21시에 중국 홍콩 남서쪽 약 160km 부근 해상(남중국해)에서 중심기압 1008hPa의 열대저압부로 소멸하였다고 발표하였다.(한국 기상청 기준으로는 중심기압 1004hPa의 열대저압부로 소멸하였다고 발표하였다.) 태풍 고이누가 최성기 세력으로 대만의 란위 섬을 통과할 때 공식적인 기록으로 순간최대풍속 95.2m/s가 기록되면서 120년 대만 기상 관측 이래 가장 강한 순간최대풍속을 기록했다.